# Focale

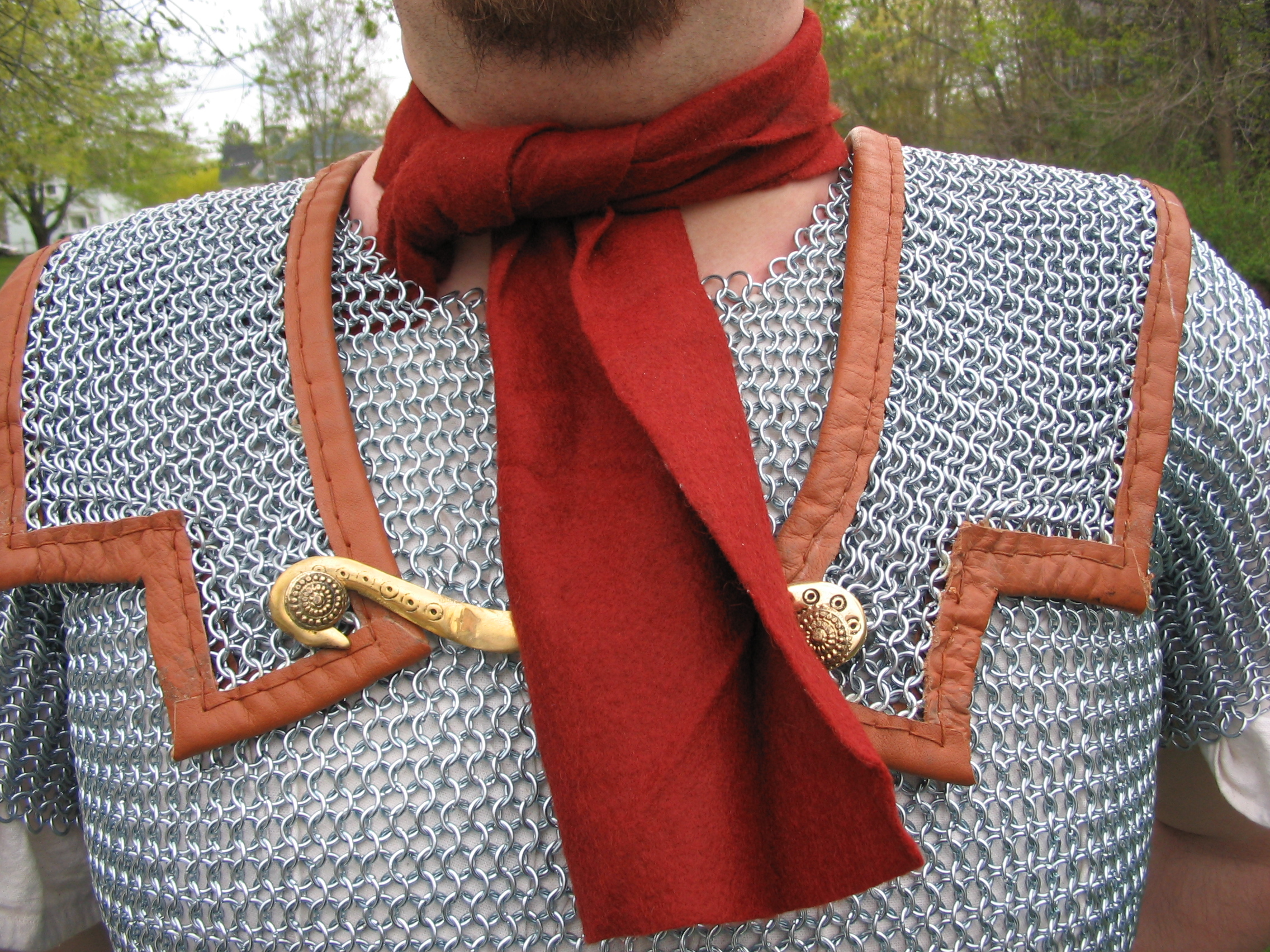
Recreador portando un focale al cuello

El focale o sudarium era un tipo de bufanda utilizada por el ejército romano para la protección del cuello. En concreto, el focale aislaba la piel del legionario del roce continuo que producía el cuello de la armadura (sobre todo la lorica hamata o la segmentata) y el casco.